# Francisco Urroz (Fußballspieler)
Francisco Urroz Martínez (* 14. Dezember 1920 in Higuerote, Venezuela; † 22. Januar 1992 in Concón, Chile) war ein chilenischer Fußballspieler. Er nahm mit der Nationalmannschaft seines Landes an der Fußball-Weltmeisterschaft 1950 teil.

## Karriere
Urroz wurde in Venezuela geboren. Von 1940 bis 1944 spielte er für Unión Española. Mit diesem Klub wurde er 1943 chilenischer Meister. 1945 wechselte er zum CSD Colo-Colo. Dort gewann er 1947 seinen zweiten Meistertitel.
Ohne zuvor ein Länderspiel bestritten zu haben, wurde Urroz für das Campeonato Sudamericano 1947 nominiert. Er debütierte am 6. Dezember 1947 im Auftaktspiel der Chilenen gegen Uruguay in der Nationalmannschaft und wurde in fünf von sieben Spielen des Turniers eingesetzt.
Auch beim Campeonato Sudamericano 1949 gehörte er zum chilenischen Aufgebot und bestritt wie zwei Jahre zuvor fünf Partien.
Anlässlich der Fußball-Weltmeisterschaft 1950 in Brasilien wurde Urroz ebenfalls in den chilenischen Kader berufen. Dabei kam er in keinem der drei Spiele seiner Mannschaft zum Einsatz. Chile schied als Gruppendritter nach der Vorrunde aus dem Turnier aus.
Zwischen 1947 und 1950 bestritt Urroz insgesamt elf Länderspiele für Chile, in denen er ohne Torerfolg blieb.

## Erfolge
- Chilenische Meisterschaft: 1943 und 1947

## Privates
Francisco Urroz war der Vater der Tennisspielerin Silvana Urroz (1955–1996) und Großvater der chilenischen  Hockey-Nationalspielerin Manuela Urroz (* 1991).